# Tetragnatha major
Tetragnatha major este o specie de păianjeni din genul Tetragnatha, familia Tetragnathidae, descrisă de Holmberg, 1876. Conform Catalogue of Life specia Tetragnatha major nu are subspecii cunoscute.